# Pseudomyrmex laevivertex
Pseudomyrmex laevivertex is een mierensoort uit de onderfamilie van de Pseudomyrmecinae. De wetenschappelijke naam van de soort is voor het eerst geldig gepubliceerd in 1906 door Forel.